# Arcueil-i utca
Az Arcueil-i utca (Une rue à Arcueil) Henri Matisse francia festő alkotása, amely egy magángyűjtemény része.
A kép 1903-1904-ben, Arcueil-ben keletkezett, jó példája a fauvizmusnak, amely a színek merész, gyakran természetellenes használatával ábrázolta a kompozíció tárgyát. A mozgalom alkotói a színeket inkább kifejezőerejük, mintsem a valóságnak való megfelelésük miatt választották.
Matisse festménye egy nyugodt, a színektől mégis vibráló utcát ábrázol a településen. Az ég mélykék, ami éles kontrasztban áll a napfényt megjelenítő meleg sárga árnyalatokkal, a házfalak vörösével, sárgájával és zöldjével. Az árnyékok lilák és vörösek, ami további melegséggel, fényességgel ruházza fel az alkotást. Az ecsetkezelés könnyed, a vonások láthatók és dinamikusak.
A kép első tulajdonosa a párizsi Druet-galéria, majd Gustave Fayet volt, tőle a Bernheim-Jeune-galéria vette meg 1908. január 16-án. Még ebben az évben továbbadták a berlini Bernard Köhlernek. A festmény azután New Yorkba került. 2011. május 9-én a Christie's aukciósház 1 436 000 dollárért árverezte el.